# 粗盔鯰
粗盔鯰，為輻鰭魚綱鯰形目項鰭鯰科的其中一種，為熱帶淡水魚類，分布於南美洲奧里諾科河、埃塞奎博河、亞馬遜河流域，體長可達35公分，棲息在底層水域，生活習性不明，可做為觀賞魚。